# Філадельфія
Філаде́льфія (англ. Philadelphia) — місто (англ. city) на східному узбережжі США, в окрузі Філадельфія штату Пенсільванія, визначний політичний, господарський, культурний й історичний осередок; у Філадельфії проголошено в 1776 році незалежність американських колоній від Британської корони. Населення — 1 603 797 осіб (2020), з передмістями — 5,7 мільйонів, враховуючи 35—40 тис. українців.

## Історія
Філадельфія — одне з найстарших міст країни, 6-е за кількістю населення у США.
Місто багате історією й культурою. В історичній частині міста дотепер панує атмосфера маленького й тихого містечка, яким була Філадельфія й інші колоніальні міста під час утворення держави Сполучені Штати Америки.
Філадельфія — один з найбільших промислових, фінансових і культурних центрів США. Протягом усієї своєї історії вона вважалася одним із найбільш поліетнічних міст Америки: італійські й ірландські, східноєвропейські й азійські громади жили пліч-о-пліч із численним чорним населенням міста.
Заснована в 1682 р. Вільямом Пенном. Має назву «Місто братньої любові» (зміст назви грецькою мовою). В 1776 році у Філадельфії Другий Континентальний конгрес тринадцяти північноамериканських штатів прийняв Декларацію незалежності. У 1781 році, під час війни за незалежність 1775—1783 років Філадельфія стала столицею «з'єднаних колоній», у 1790—1800 роках — першою столицею США, найбільшим містом Північної Америки.
Одним із відомих мешканців XVIII століття був політик і науковець Бенджамін Франклін.

### Головні історичні пам'ятки Філадельфії
- Індепенденс-хол (Зал Незалежності), де в 1776 році була прийнята декларація незалежності, у 1787 році — Конституція США.
- Поруч із 2-поверховим із дзвіницею будинком «Залу незалежності» у спеціальному павільйоні перебуває Дзвін Свободи (Liberty Bell) — символ незалежності США, бій якого 8 липня 1776 року сигналізував про оголошення декларації про незалежність США, прийняту 4 липня 1776 року.
- Там же перебуває й Зал Конгресу, де був підписаний Білль про права.

Також там перебувають Другий Банк Сполучених Штатів/Галерея Портретів, Стара Церква Йосипа, Церква Христа, і Будинок-Музей Бетсі Росс.
Усі визначні пам'ятки оточені зеленими насадженнями, формуючи кілька паркових кварталів у центрі міста.

## Географія
Філадельфія розташована за координатами 40°0′34″ пн. ш. 75°8′0″ зх. д. / 40.00944° пн. ш. 75.13333° зх. д. (40.009376, -75.133346). За даними Бюро перепису населення США в 2010 році місто мало площу 369,61 км², з яких 347,32 км² — суходіл та 22,29 км² — водойми.

### Клімат
| Клімат Филадельфія            | Клімат Филадельфія | Клімат Филадельфія | Клімат Филадельфія | Клімат Филадельфія | Клімат Филадельфія | Клімат Филадельфія | Клімат Филадельфія | Клімат Филадельфія | Клімат Филадельфія | Клімат Филадельфія | Клімат Филадельфія | Клімат Филадельфія | Клімат Филадельфія |
| Показник                      | Січ.               | Лют.               | Бер.               | Квіт.              | Трав.              | Черв.              | Лип.               | Серп.              | Вер.               | Жовт.              | Лист.              | Груд.              | Рік                |
| Абсолютний максимум, °C       | 23,3               | 26,1               | 30,6               | 35,0               | 36,1               | 38,9               | 40,0               | 41,1               | 38,9               | 35,6               | 28,9               | 22,8               | 41,1               |
| Середній максимум, °C         | 4,6                | 6,6                | 11,5               | 17,7               | 23,2               | 28,2               | 30,6               | 29,6               | 25,6               | 19,2               | 13,3               | 7,1                | 18,1               |
| Середня температура, °C       | 0,6                | 2,1                | 6,4                | 12,2               | 17,7               | 22,9               | 25,6               | 24,8               | 20,6               | 14,2               | 8,7                | 3,1                | 13,2               |
| Середній мінімум, °C          | −3,6               | −2,4               | 1,3                | 6,7                | 12,2               | 17,7               | 20,7               | 19,9               | 15,7               | 9,1                | 4,0                | −1,1               | 8,4                |
| Абсолютний мінімум, °C        | −21,7              | −23,9              | −15                | −10                | −2,2               | 6,7                | 10,6               | 6,7                | 1,7                | −3,9               | −13,3              | −20,6              | −23,9              |
| Норма опадів, мм              | 89                 | 70                 | 97                 | 89                 | 99                 | 84                 | 112                | 97                 | 99                 | 70                 | 80                 | 84                 | 1068               |
| ----------------------------- | ------------------ | ------------------ | ------------------ | ------------------ | ------------------ | ------------------ | ------------------ | ------------------ | ------------------ | ------------------ | ------------------ | ------------------ | ------------------ |
| Джерело: NOAA Погода и клімат |                    |                    |                    |                    |                    |                    |                    |                    |                    |                    |                    |                    |                    |

## Демографія
Згідно з переписом 2010 року, у місті мешкало 1 526 006 осіб у 599 736 домогосподарствах у складі 340 354 родин. Густота населення становила 4129 осіб/км². Було 670171 помешкання (1813/км²).
Расовий склад населення:
| - 43,4 % — чорних або афроамериканців - 41,0 % — білих - 6,3 % — азійців - 0,5 % — корінних американців - 5,9 % — осіб інших рас |

До двох чи більше рас належало 2,8 %. Частка іспаномовних становила 12,3 % від усіх жителів.
За віковим діапазоном населення розподілялося таким чином: 22,5 % — особи молодші 18 років, 65,4 % — особи у віці 18—64 років, 12,1 % — особи у віці 65 років та старші. Медіана віку мешканця становила 33,5 року. На 100 осіб жіночої статі у місті припадало 89,3 чоловіків; на 100 жінок у віці від 18 років та старших — 85,7 чоловіків також старших 18 років.
Середній дохід на одне домашнє господарство становив 56 418 доларів США (медіана — 38 253), а середній дохід на одну сім'ю — 66 645 доларів (медіана — 46 864). Медіана доходів становила 43 453 долари для чоловіків та 39 787 доларів для жінок. За межею бідності перебувало 26,4 % осіб, у тому числі 37,2 % дітей у віці до 18 років та 17,4 % осіб у віці 65 років та старших.
Цивільне працевлаштоване населення становило 640 661 особа. Основні галузі зайнятості: освіта, охорона здоров'я та соціальна допомога — 30,3 %, науковці, спеціалісти, менеджери — 11,6 %, роздрібна торгівля — 10,7 %, мистецтво, розваги та відпочинок — 10,1 %.

## Українці у Філадельфії
Докладніше — див. статтю Українці у Філадельфії.
Поширена в діаспорі назва міста — Філядельфія.
Місто — значний осередок українського життя в Америці. Українці почали оселятися тут з 1880-х років: спершу з Лемківщини, Закарпаття, згодом з інших західноукраїнських земель.
Найбільш ранні українські іммігранти селилися у кварталі Northern Liberties між Sixth and Seventh Streets, на південь від Girard Avenue. 1886 року вони заснували парафію Непорочного зачаття Пречистої Діви Марії та побудували 1907 року церкву, в освяченні якої брав участь митрополит Андрей Шептицький. 1964 року було вирішено побудувати нову церкву на місці старої. Закладання наріжного каменя відбулося 16 жовтня 1966 року. Наразі поблизу нового собору Непорочного зачаття Пресвятої Діви Марії на вулиці North Franklin знаходиться потужний український центр. Це український квартал з церквою, допоміжними будівлями, українським клубом та будинками, які належать українській громаді ще з початку XX століття. На місці старої церкви побудовано величний собор, навколо якого — парк з пам'ятником митрополиту Андрію Шептицькому та унікальним дзвоном Степан 1907—1919 років від попередньої церкви. Також розташовані крамниця та український музей.

## Транспорт

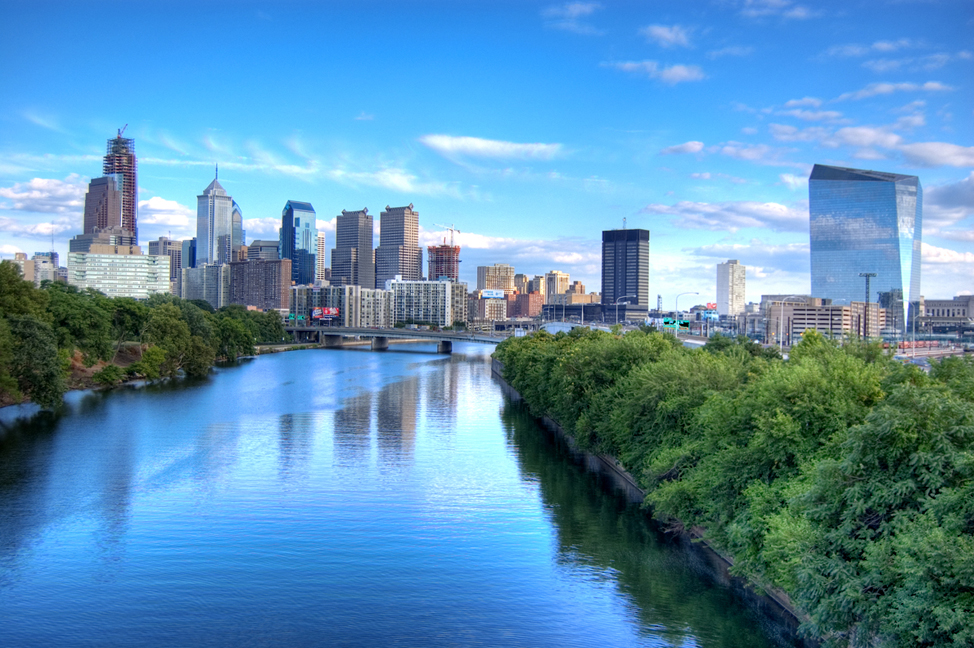
Філадельфія

Історично склалося, що у Філадельфії завжди був розвинений різноманітний громадський транспорт. З 1907 року в місті працює метрополітен, який складається з двох ліній. Доповнює його лінія міжміського метро PATCO відкрита наприкінці 1960-х. Лінія PATCO пов'язує Філадельфію з південними містами штату Нью-Джерсі. Також в місті є розвинена мережа трамвайних маршрутів, що обслуговують західну частину міста. Більшість трамвайних маршрутів мають спільну підземну ділянку в центрі міста з декількома підземними станціями, де можливо здійснити безкоштовну пересадку на лінії метро. З 1923 року в місті збереглася тролейбусна мережа, що зараз складається з трьох маршрутів.
З передмістями Філадельфію пов'язують численні лінії приміської залізниці, що здебільшого використовують колії разом з іншими потягами. Але існують лінії, на яких використовується нетиповий рухомий склад та спосіб живлення. Наприклад, Швидкісна залізниця Норрістауна обслуговується вагонами трамвайного типу які живляться від контактної рейки.
Усіма транспортними мережами міста (крім PATCO), керує компанія «Транспортне управління південно-східної Пенсильванії», або SEPTA.

## Культура

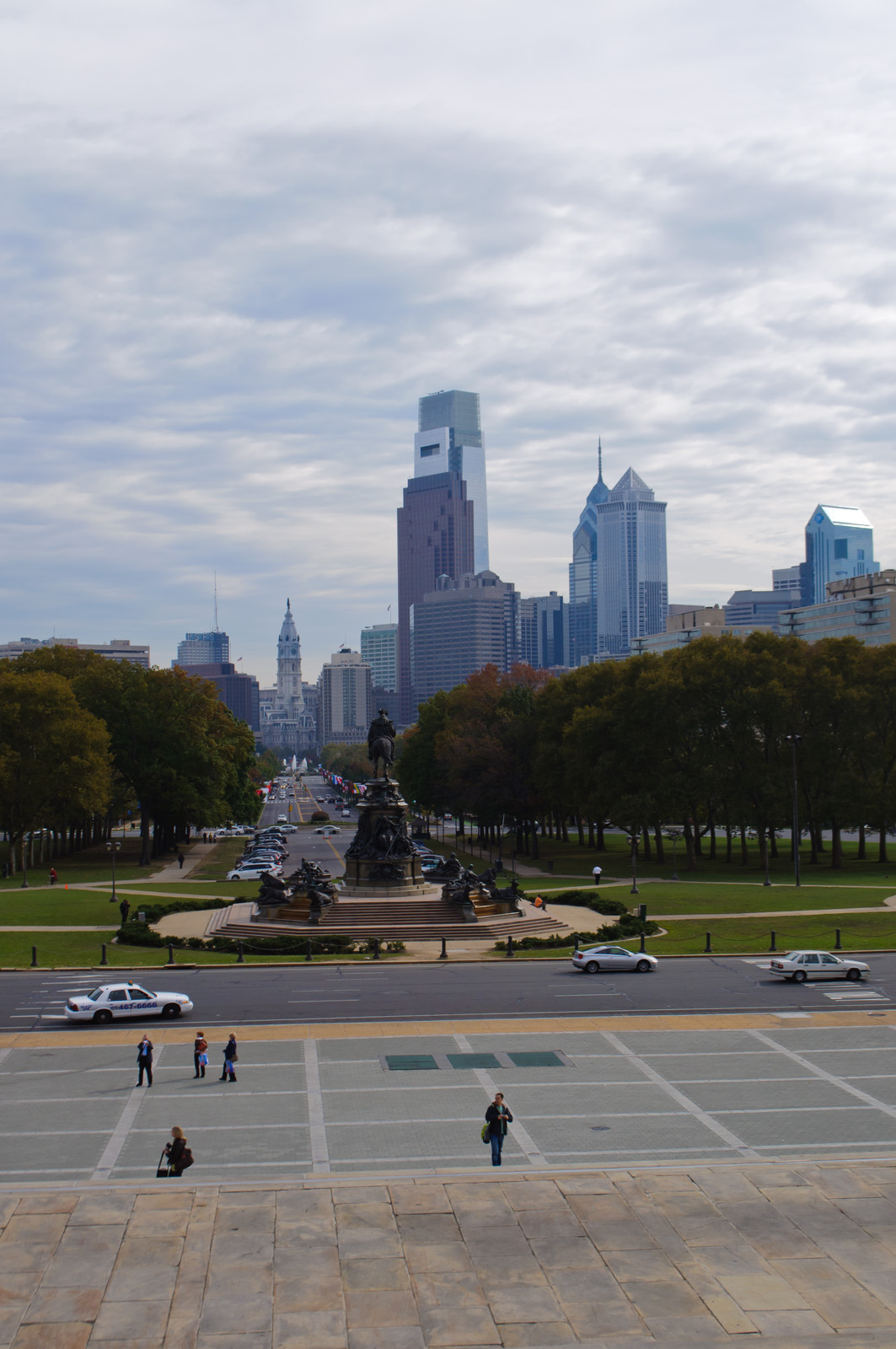
Паркавеню Бенджаміна Франкліна.

### Музеї
- Музей мистецтв Філадельфії
- Музей Родена
- Фонд Барнса
- Музей археології та антропології Пенсильванського університету
- Музей медичної історії Мюттера — музей медичних патологій, старовинного медичного обладнання та біологічних експонатів, розташований в коледжі лікарів
- Пенсільванська академія витончених мистецтв — найстаріший у США музей мистецтв та художній інститут
- Інститут сучасного мистецтва — скор. ICA, музей сучасного мистецтва, розташований в одному з кампусів Пенсильванського університету.
- Музей історії Філадельфії

### Бібліотеки
- Вільна бібліотека Філдельфії — міська бібліотека
- Філадельфійський атенеум
- Бібліотека мистецтв імені Фішера
- Бібліотека Пенсільванського університету

### Театри і музика
- Філадельфійський оркестр
- Філадельфійська опера
- Балет Пенсільванії

### Освіта
- Пенсільванський університет
- Дрексельський університет
- Темпльський університет
- Кертісовий інститут музики
- Університет Сент Ла Саль

### Спорт
Філадельфія, як і кожне велике місто, має чотири професійні спортивні команди:
- «Філадельфія Флайєрс» — професійна хокейна команда, член Національної хокейної ліги, домашня арена — Ваковія-центр.
- «Філадельфія Филліс» — член Головної бейсбольної ліги.
- «Філадельфія Іглс» — член Національної футбольної ліги (американський футбол).
- «Філадельфія Севенті-Сіксерс» — член Національної баскетбольної асоціації.

## Персоналії
- Джордж Барб'є (1864—1945) — американський актор кіно та театру
- Бенджамін Гуггенхайм (1865—1912) — американський бізнесмен
- Фред Мейс (1878—1917) — американський актор німого кіно
- Лайонел Беррімор (1878—1954) — американський актор
- Етель Беррімор (1879—1959) — американська акторка
- Джон Беррімор (1882—1942) — американський актор
- Джордж Бенкрофт (1882—1956) — американський актор
- Сем Вуд (1883—1949) — американський кінорежисер і кінопродюсер
- Томас Ікінс (1844—1916) — американський художник-реаліст, скульптор, викладач образотворчого мистецтва
- Джозеф Свіні (1884—1963) — американський актор театру та кіно
- Ед Вінн (1886—1966) — американський актор і комік
- Френсіс Дейд (1910—1968) — американська актриса
- Бродерік Кроуфорд (1911—1986) — американський актор театру, кіно, радіо та телебачення
- Річард Брукс (1912—1992) — американський кінорежисер, сценарист, продюсер, прозаїк
- Маріо Ланца (1921—1959) — американський співак (тенор) й актор
- Джек Клагмен (1922—2012) — американський актор
- Грейс Келлі (1929—1982) — американська акторка
- Анна Моффо (1932—2006) — італо-американська оперна співачка
- Річард Лестер (* 1932) — американський режисер
- Джон де Лансі (* 1948) — американський актор, режисер, продюсер, письменник, співак, музикант та комік
- Річард Гір (* 1949) — популярний американський кіноактор.

## Галерея

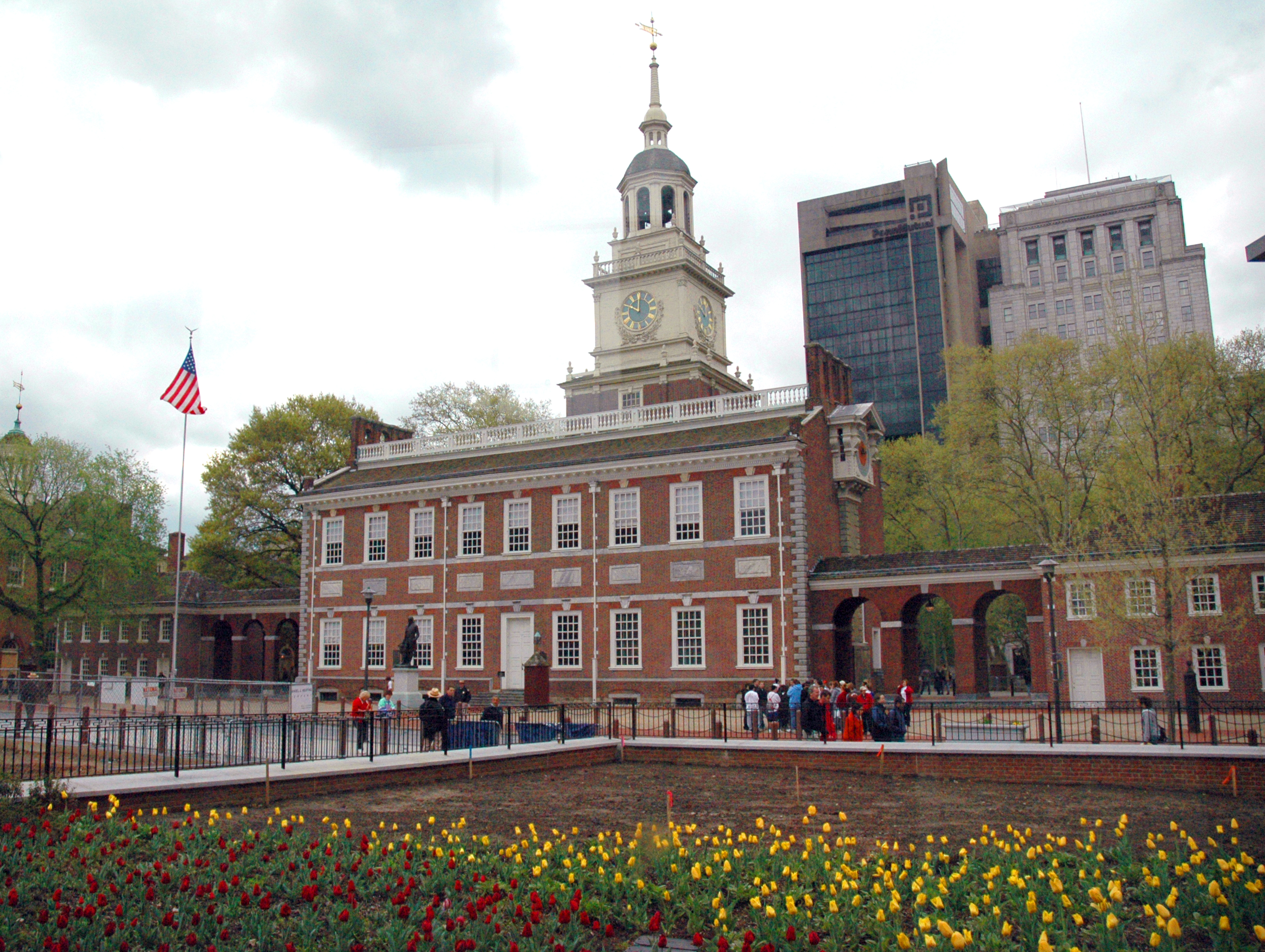
Індепенденс-хол
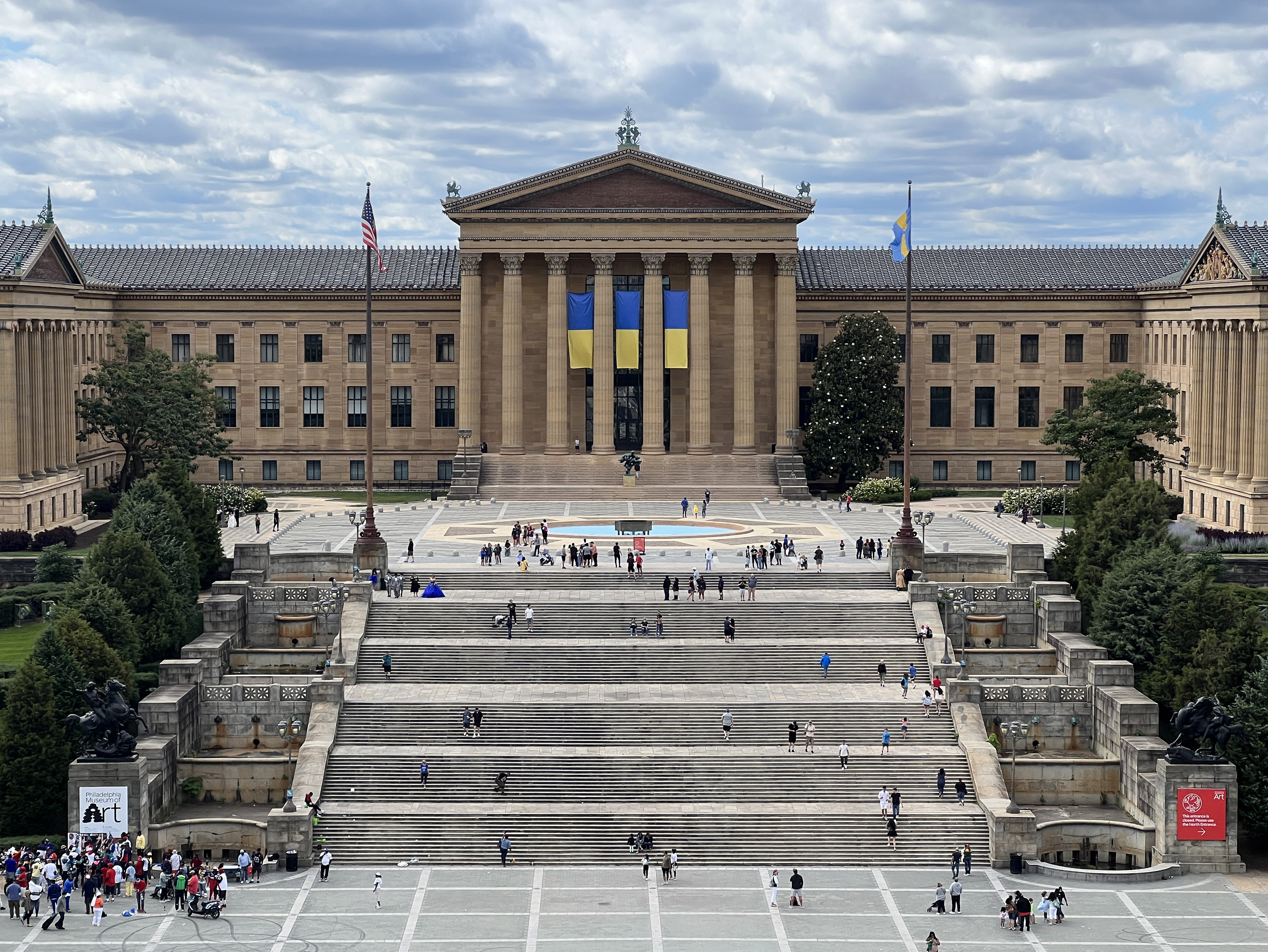
Музей мистецтв у Філадельфії
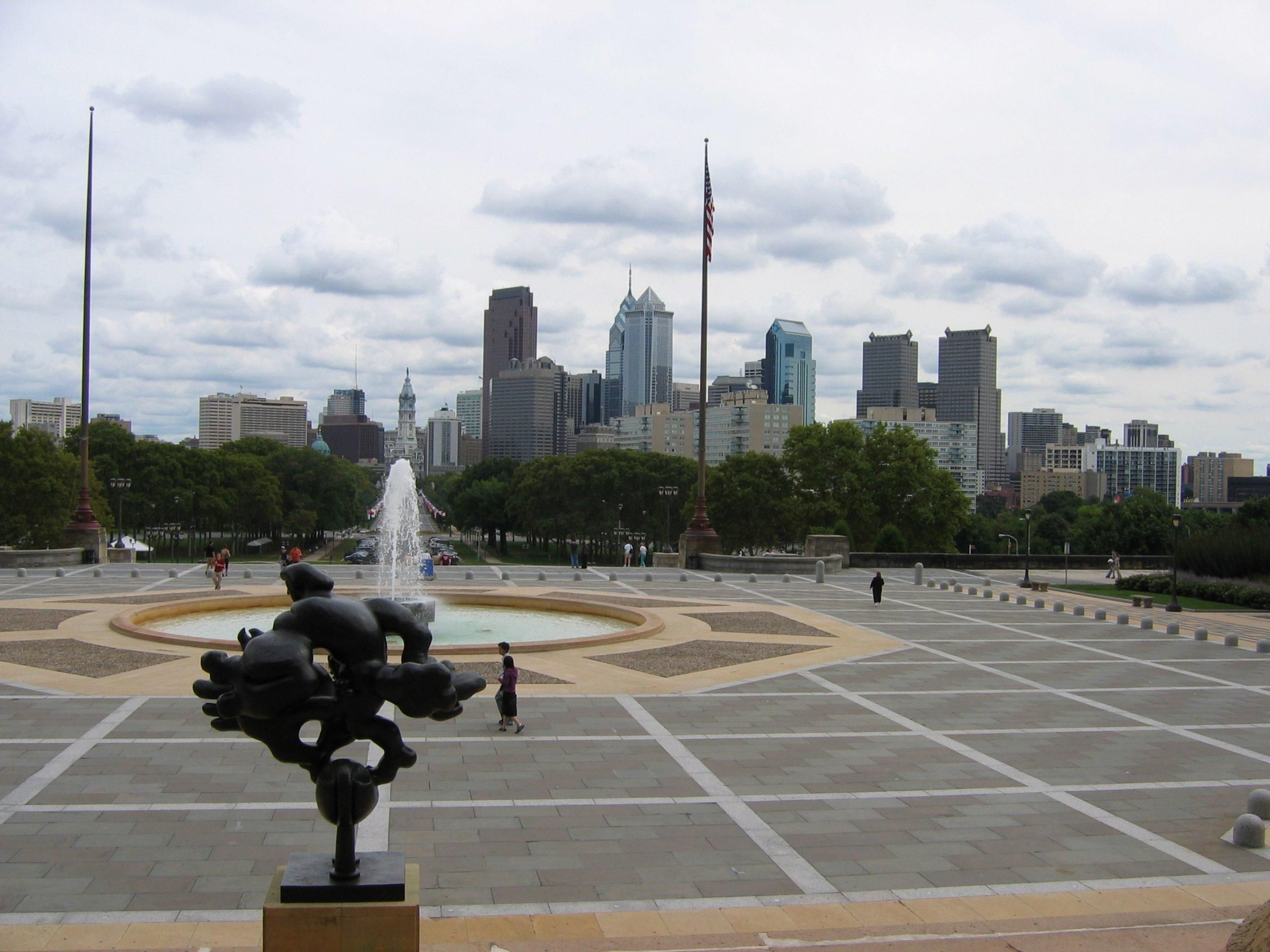
Площа перед музеєм мистецтв у Філадельфії
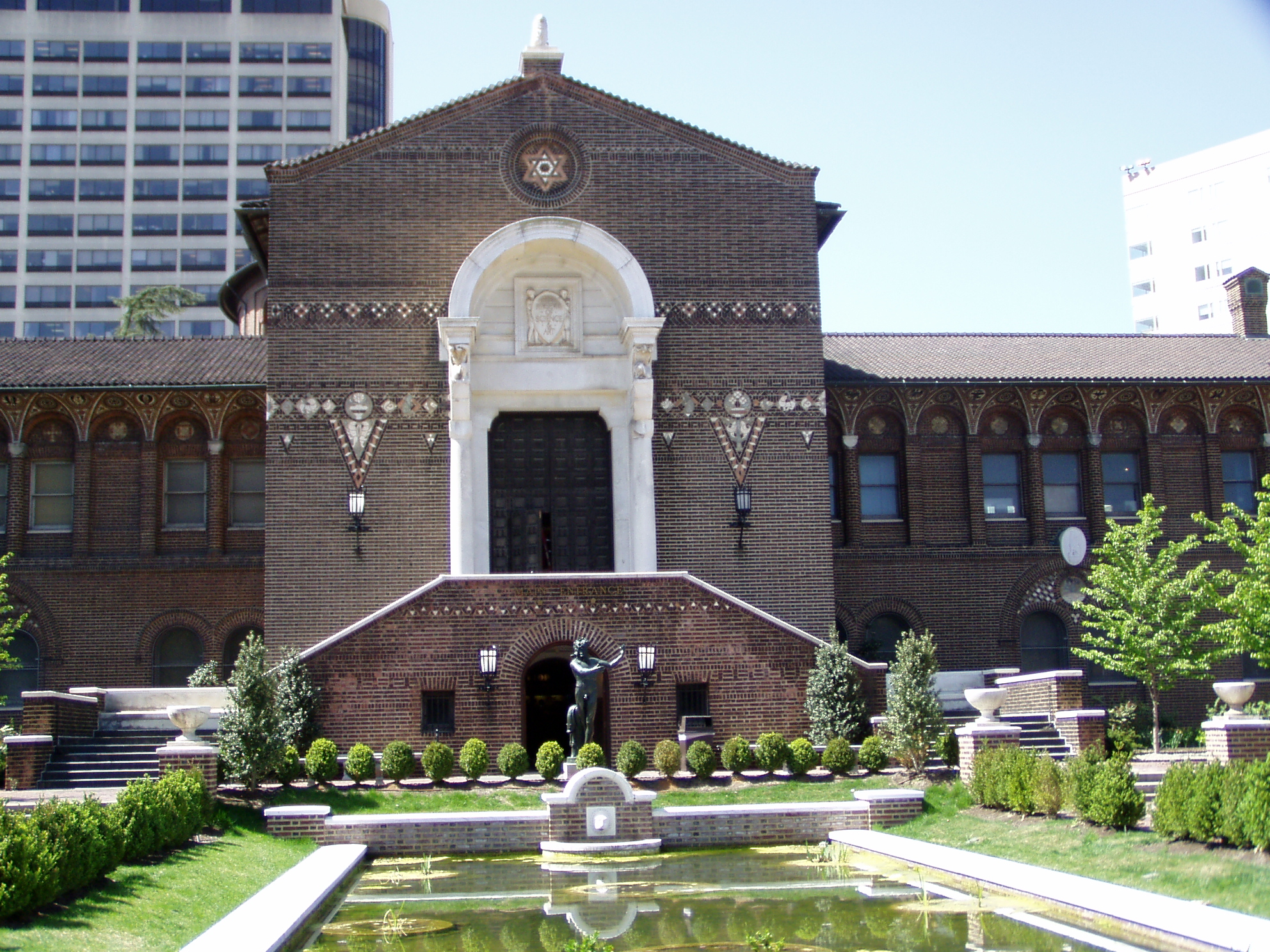
Музей археології та антропології Пенсільванського університету
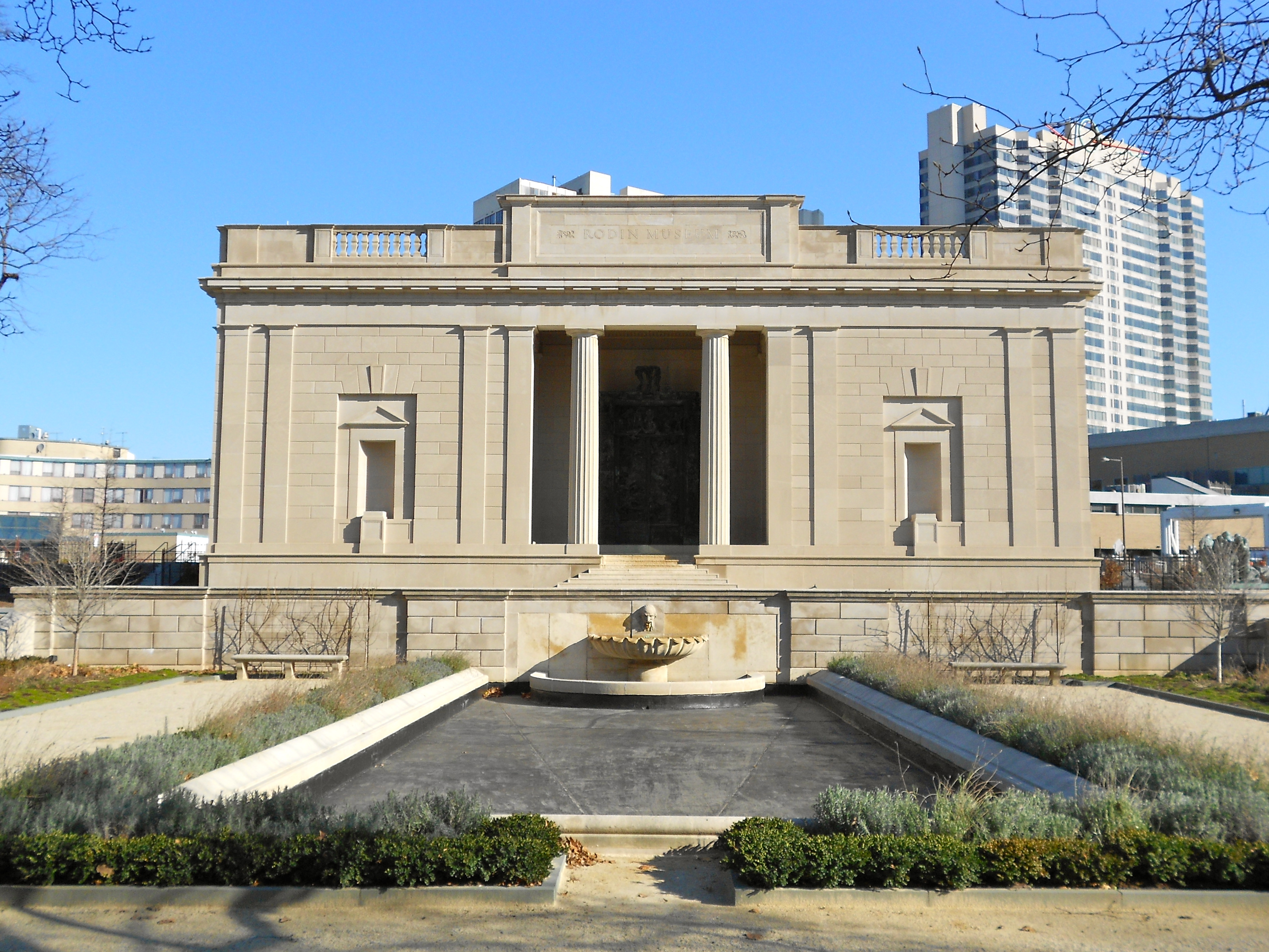
Музей Родена
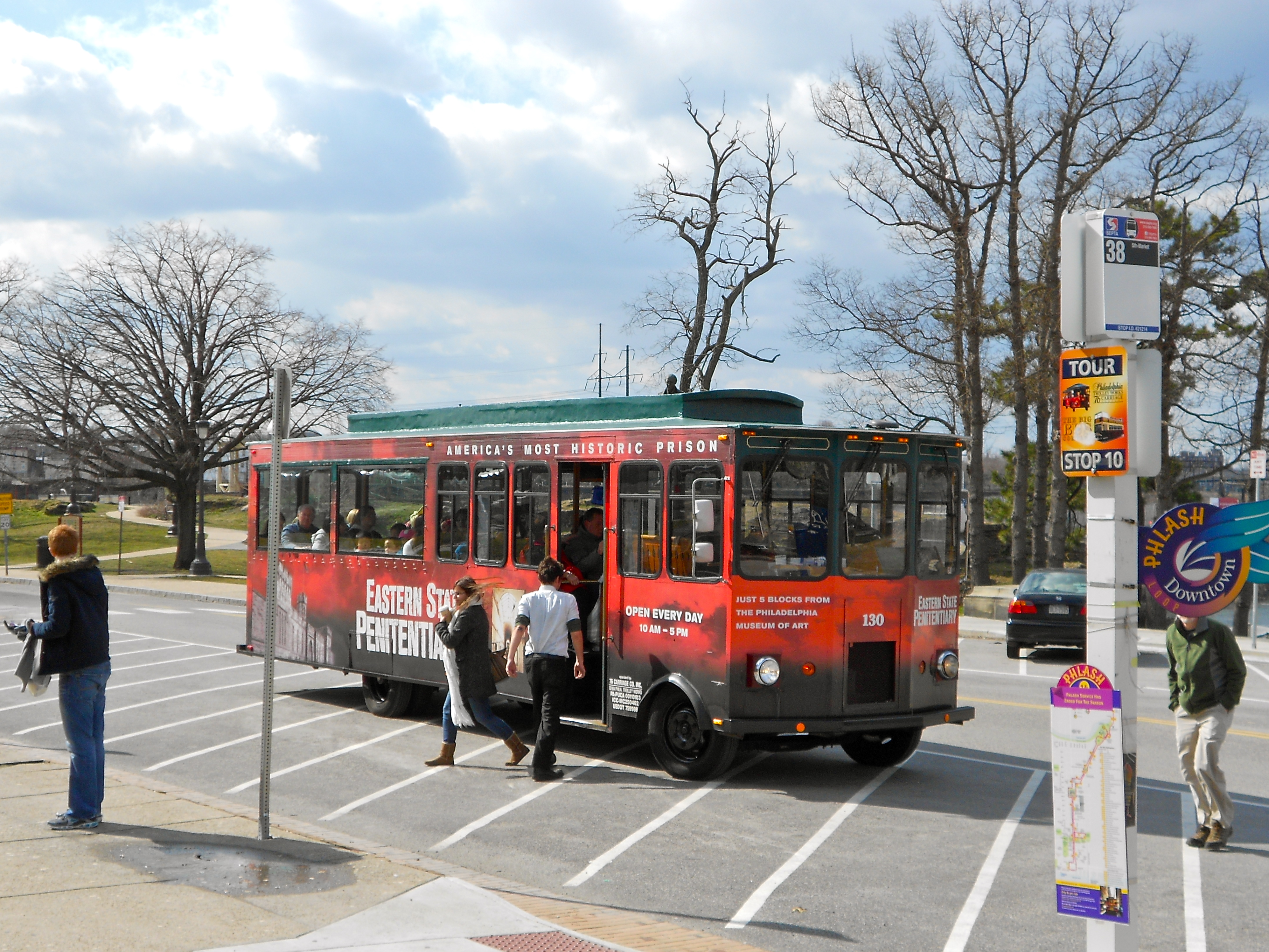
Туристичний автобус Філі Флеш.
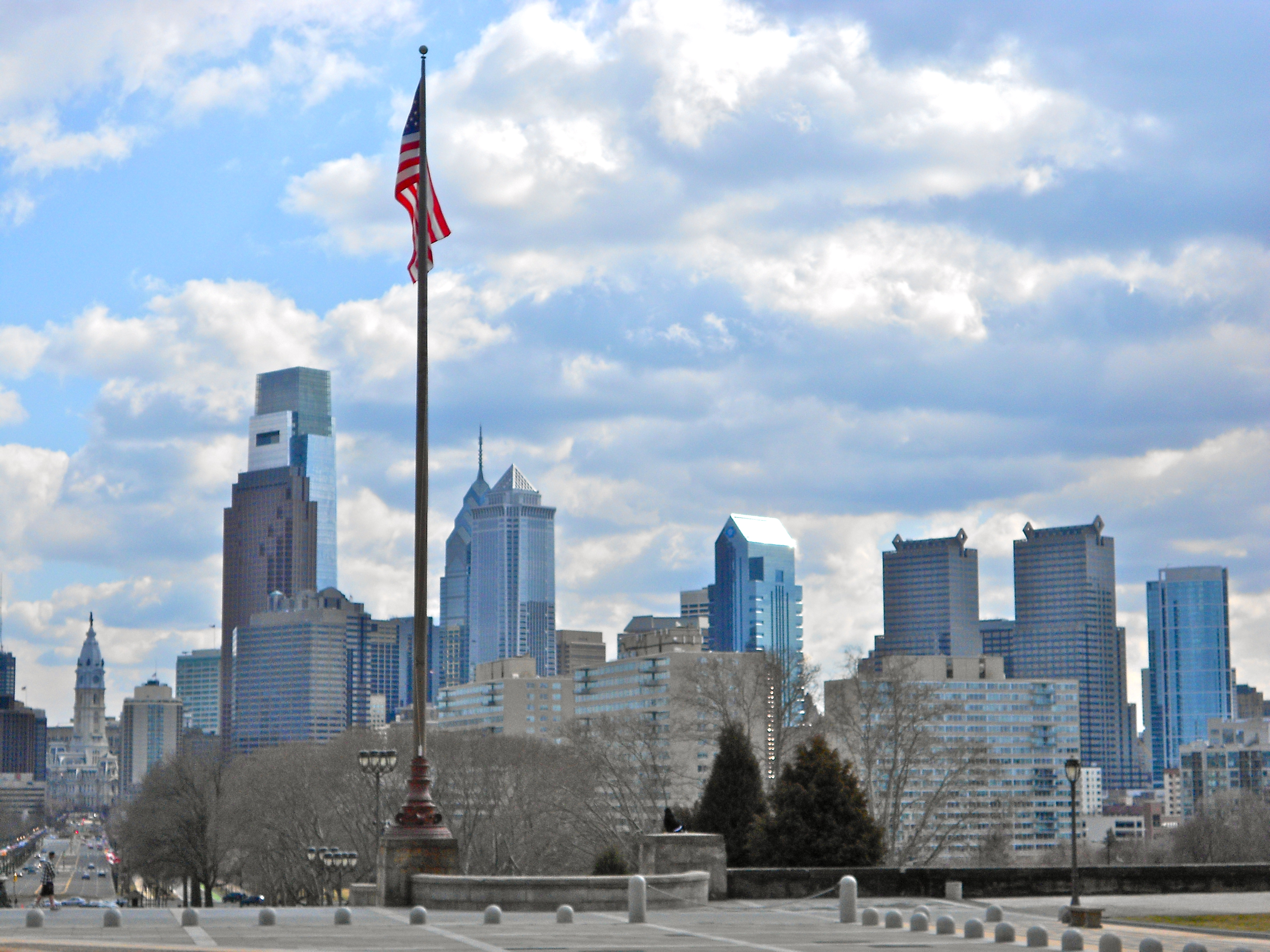
Хмарочоси Філадельфії. Ліворуч — старовинна мерія міста з вежею
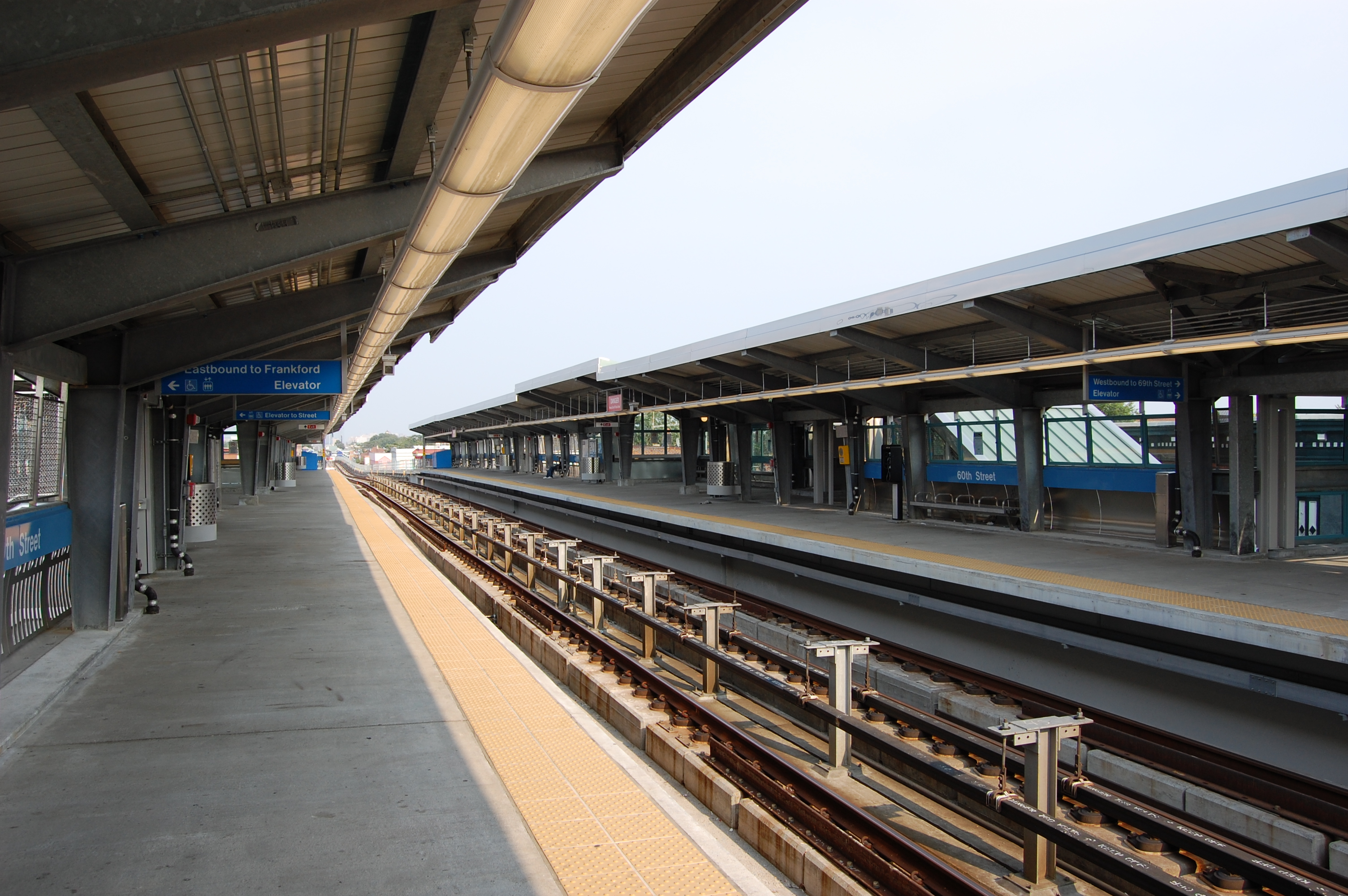
Естакадна станція «60-та Вулиця» метрополітену
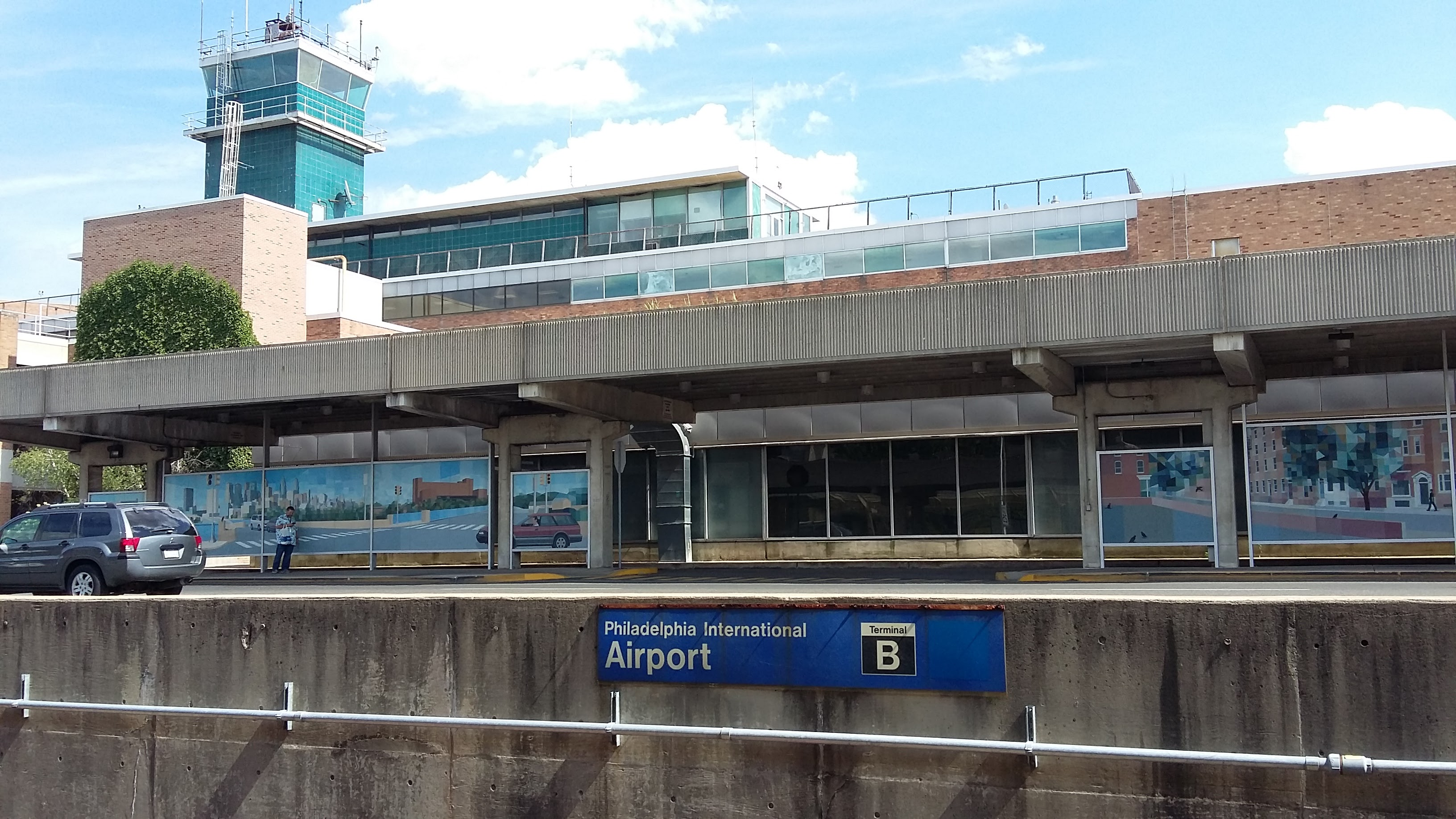
Міжнародний аеропорт Філадельфії

## Міста-побратими
- Абруццо (італ. Abruzzo), Італія
- Флоренція (італ. Firenze), Італія (1964)
- Тель-Авів (івр. תֵּל־אָבִיב-יָפוֹ), Ізраїль (1966)
- Торунь (пол. Toruń), Польща (1976)
- Тяньцзінь (кит. 天津, піньїнь: Tiānjīn), Китай (1980)
- Інчхон (кор. 인천광역시, 仁川廣域市), Південна Корея (1984)
- Дуала (фр. Douala), Камерун (1986)
- Кобе (яп. 神戸市), Японія (1986)
- Нижній Новгород (рос. Нижний Новгород), Росія (1992)
- Екс-ан-Прованс (фр. Aix-en-Provence), Франція (1999)
- Ліон (фр. Lyon), Франція (2004)
- Афіни (грец. Αθηνα), Греція
- Мосул (араб. الموصل, курд. موصل, тур. Musul), Ірак